# Filmographie des films suisses
Pour un article plus général, voir Histoire du cinéma suisse.
Cette filmographie chronologique s'appuie en grande partie sur celle proposée par l'historien Félix Aeppli . 

## Période 1920-1929
- 1923-1925 : Visages d'enfants de Jacques Feyder[2]
- 1925 : La Vocation d'André Carel de Jean Choux[2]

## Période 1930-1939
- 1934 : Rapt de Dimitri Kirsanoff[2]
- 1939 : Farinet (1939) de Max Haufler[2]
- 1939 : L'Inspecteur Studer de Leopold Lindtberg[2]

## Période 1940-1949
- 1940 : Les Lettres d'amour de Leopold Lindtberg[2]
- 1941 : Romeo und Julia auf dem Dorfe de Valérian Schmidely et Hans Trommer[2]
- 1941 : Der doppelte Matthias und seine Töchter de Sigfrit Steiner et Emil-Edwin Reinert, consultant superviseur
- 1942 : Steibruch de Sigfrit Steiner[2]
- 1944 : Marie Louise de Leopold Lindtberg
- 1945 : La Dernière Chance (Die Letzte Chance) de Leopold Lindtberg[2]
- 1947 : Die Gezeichneten de Fred Zinnemann
- 1947 : Meurtre à l'asile de Leopold Lindtberg

## Période 1950-1959
- 1950 : Die Vier im Jeep de Leopold Lindtberg
- 1957 : Der 10. Mai de Franz Schnyder[2]
- 1957 : Bäckerei Zürrer de Kurt Früh[2]

## Période 1960-1969
- 1961 : Quand nous étions petits enfants d'Henry Brandt[2]
- 1964 : Siamo italiani de Alexander J. Seiler[2]
- 1966 : Chicorée de Fredi Murer[2]
- 1967 : L'Inconnu de Shandigor de Jean-Louis Roy
- 1968 : Quatre d'entre elles de Yves Yersin, Francis Reusser, Claude Champion et Jacques Sandoz
- 1969 : Charles mort ou vif d'Alain Tanner[2]

## Période 1970-1979
- 1971 : La Salamandre d'Alain Tanner[2]
- 1971 : Dällebach Kari de Kurt Früh[2]
- 1972 : Les Arpenteurs de Michel Soutter[2]
- 1973 : L'Invitation de Claude Goretta[2]
- 1974 : Le Troisième Cri de Igaal Niddam[2]
- 1974 : Müde kehrt ein Wanderer zurück de Friedrich Kappeler[2]
- 1974 : Die letzten Heimposamenter d'Yves Yersin et Eduard Winiger[2]
- 1974 : Le Milieu du monde d'Alain Tanner[2]
- 1974 : Schweizer im spanischen Bürgerkrieg de Richard Dindo[2]
- 1975 : La Bulle de Raphaël Rebibo
- 1975 : Pas si méchant que ça de Claude Goretta[2]
- 1975 : Ein Streik ist keine Sonntagsschule de Hans et Nina Stürm/ Mathias Knauer[2]
- 1976 : Jonas qui aura 25 ans en l'an 2000 d'Alain Tanner[2]
- 1976 : Cinéma mort ou vif de Urs Graf[2]
- 1976 : Le Grand Soir de Francis Reusser
- 1976 : E noialtri apprendisti de Giovanni Duffani[2]
- 1976 : Die Erschiessung des Landesverräters Ernst S. de Richard Dindo[2]
- 1977 : La Dentellière de Claude Goretta[2]
- 1978 : Chronik von Prugiasco de Remo Legnazzi[2]
- 1978 : Les Faiseurs de Suisses (Die Schweizermacher) de Rolf Lyssy[2]
- 1978 : Südseereise - Das gleichzeitig am gleichen Ort stattfindende Glück de Sebastian Schroeder[2]
- 1979 : Les Petites Fugues d'Yves Yersin[2]

## Période 1980-1989
- 1980 : Un homme en fuite de Simon Edelstein
- 1980 : La Provinciale de Claude Goretta[2]
- 1981 : Seuls de Francis Reusser
- 1981 : Das Boot ist voll de Markus Imhoof[2]
- 1981 : Reisender Krieger de Christian Schocher[2]
- 1982 : O wie Oblomov de Sebastian Schroeder[2]
- 1983 : Max Haufler : « Der Stumme » de Richard Dindo[2]
- 1984 : Il Bacio di Tosca de Daniel Schmid[2]
- 1985 : 78 tours de Georges Schwizgebel[2]
- 1985 : Derborence de Francis Reusser
- 1985 : Gossliwil de Beatrice Leuthold et Hans Stürm[2]
- 1985 : L'Âme-sœur de Fredi Murer[2]
- 1986 : Der junge Eskimo de Peter Volkart[2]
- 1986 : Morlove - eine Ode für Heisenberg de Samir[2]
- 1986 : Der Ruderer de Manuela Stingelin[2]
- 1987 : Dani, Michi, Renato und Max de Richard Dindo[2]
- 1987 : Andreas de Patrick Lindenmaier[2]
- 1987 : Sandra, unstillbarer Hunger de Paul Riniker[2]
- 1987 : Umbruch de Hans-Ulrich Schlumpf[2]
- 1987 : Unterwegs - Werner Bischof, Photograph de René Baumann et Marc Bischof[2]
- 1988 : Reisen ins Landesinnere de Matthias von Gunten[2]
- 1988 : Der wilde Mann de Matthias Zschokke[2]
- 1988 : La Fiancée thaïlandaise d'Urs Odermatt

## Période 1990-1999
- 1990 : Jemand - Passion zum Widerstand de Kaspar Kasics[2]
- 1990 : Reise der Hoffnung de Xavier Koller[2]
- 1991 : Jean-Claude des Alpes de Claude Halter et Ted Sieger[2]
- 1991 : Pickel Porno de Pipilotti Rist[2]
- 1991 : Seriat de Marlies Graf-Dätwyler et Urs Graf[2]
- 1992 : Le petit prince a dit de Christine Pascal[2]
- 1993 : Die bösen Buben de Bruno Moll[2]
- 1993 : Tanz der blauen Vögel de Lisa Faessler[2]
- 1993 : Ur-Musig de Cyrill Schläpfer[2]
- 1994 : Picture of Light de Peter Mettler[2]
- 1994 : Le Pandore d'Urs Odermatt
- 1994 : Well Done de Thomas Imbach[2]
- 1995 : Gerhard Meier - Die Ballade vom Schreiben de Friedrich Kappeler[2]
- 1995 : Adultère (mode d'emploi) de Christine Pascal[2]
- 1995 : Grüezi de Jonas Raeber[2]
- 1995 : Motor nasch de Sabine Gisiger et Marcel Zwingli[2]
- 1995 : Signers Koffer de Peter Liechti[2]
- 1996 : A Tickle in the Heart de Stefan Schwietert[2]
- 1997 : Journal de Rivesaltes, 1941-42 de Jacqueline Veuve[2]
- 1997 : La Route du sel de Ulrike Koch et Pio Corradi[2]
- 1998 : De Fögi isch en Souhund de Marcel Gisler[2]
- 1998 : Spuren verschwinden de Walo Deuber[2]
- 1999 : Beresina de Daniel Schmid[2]
- 1999 : ID Swiss de divers, prod. Samir[2]
- 1999 : La Guerre dans le Haut Pays de Francis Reusser

## Période 2000-2009
- 2001 : War Photographer de Christian Frei[2]
- 2003 : À vos marques, prêts, Charlie ! de Mike Eschmann
- 2003 : Les Printemps de notre vie de Francis Reusser
- 2004 : Tout un hiver sans feu de Grzegorz Zgliński[2]
- 2004 : Mein Name ist Eugen de Michael Steiner
- 2005 : Herr Goldstein de Micha Lewinsky[2]
- 2006 : Vitus de Fredi Murer[2]
- 2006 : Grounding de Michael Steiner
- 2006 : Das Fräulein de Andrea Štaka[2]
- 2006 : Les mamies ne font pas dans la dentelle de Bettina Oberli
- 2007 : Chrigu de Jan Gassmann et Christian Ziörjen[2]
- 2008 : La Forteresse de Fernand Melgar[2]
- 2008 : Home d'Ursula Meier
- 2009 : Cœur animal de Séverine Cornamusaz[2]
- 2009 : Cargo de Ivan Engler et Ralph Etter

## Période 2010-2019
- 2010 : La Petite Chambre de Stéphanie Chuat et Véronique Reymond[2]
- 2010 : Romans d'ados, documentaire en quatre parties de Béatrice Bakhti[2]
- 2010 : Sennentuntschi de Michael Steiner[2]
- 2011 : Hell de Tim Fehlbaum
- 2011 : Day Is Done de Thomas Imbach[2]
- 2011 : L'Enfance volée de Markus Imboden
- 2012 : Vol Spécial de Fernand Melgar
- 2012 : L'Enfant d'en haut d'Ursula Meier[2]
- 2012 : Des abeilles et des hommes de Markus Imhoof[2]
- 2013 : Win Win de Claudio Tonetti
- 2013 : Left Foot Right Foot de Germinal Roaux[2]
- 2013 : Rosie de Marcel Gisler[2]
- 2014 : Silence Mujo d'Ursula Meier, dans Les Ponts de Sarajevo[2]
- 2015 : Dora oder Die sexuellen Neurosen unserer Eltern de Stina Werenfels[2]
- 2015 : Merzluft de Heinz Bütler[2]
- 2015 : Ma vie de Courgette de Claude Barras[2]
- 2016 : Un Juif pour l'exemple de Jacob Berger
- 2017 : Frontaliers disaster d’Alberto Meroni
- 2017 : La Vallée de Jean-Stéphane Bron

## Période 2020-2029
- 2021 : Vasectomia de Marc Décosterd.